# Гомец ла Вил
Гомец ла Вил (фр. Gometz-la-Ville) је насељено место у Француској у региону Париски регион, у департману Есон.
По подацима из 2011. године у општини је живело 1387 становника, а густина насељености је износила 140,67 становника/km².

## Демографија
| 1962. | 1968. | 1975. | 1982. | 1990. | 2011. |
| ----- | ----- | ----- | ----- | ----- | ----- |
| 376   | 325   | 608   | 809   | 887   | 1.387 |